# Miguel Cestau
Miguel Cestau (Leiza, 3 de julio de 1945) fue pelotari español profesional en la modalidad de Remonte, desde el año 1970 hasta 1991.
En su época de aficionado jugó en la modalidad de pelota mano, llegando a ser Campeón de España de 2ª categoría en 1969. Finalmente optó por pasar a la categoría de profesionales en la modalidad remonte en el año 1970. Su mayor éxito fue el subcampeonato logrado en el año 1981 en el Campeonato individual, así como las dos txapelas obtenidas al lograr el título en el Campeonato de parejas de Remonte en 1980 (formando pareja con Iriarte I) y 1983 (con Ibero). Finalmente se retiró en noviembre de 1991, pasando a ocupar el puesto de intendente en los frontones Euskal Jai Berri, de Huarte, y Galarreta de Hernani.

## Final campeonato individual
| Año  | Campeón   | Subcampeón | Tanteo | Frontón   |
| ---- | --------- | ---------- | ------ | --------- |
| 1981 | Intxauspe | Cestau I   |        | Galarreta |